# Губник (станція)
Губник (до 1900 року — Гайсин) — проміжна залізнична станція 5-го класу Шевченківської дирекції Одеської залізниці на неелектрифікованій лінії Вапнярка — Христинівка між станціями Зятківці (14 км) та Ладижин (16 км). Розташована в селищі Губник Гайсинського району Вінницької області.

## Історія
Станція відкрита 19 листопада (1 грудня) 1890 року, одночасно з відкриттям руху поїздів на новозбудованій залізниці Вапнярка — Христинівка під первинною назвою — Гайсин. У 1900 році станція перейменована на сучасну назву — Губник, а в місті Гайсин відкрита однойменна залізнична станція.

## Пасажирське сполучення
На станції Губник зупиняються приміські дизель-поїзди  сполученням Вапнярка — Христинівка — Умань (з лютого 2020 року подовжено маршрут руху до станції Умань).
З 13 грудня 2021 року і до російського вторгнення в Україну на станції зупинявся нічний швидкий поїзд № 67/68 сполученням Маріуполь — Львів (через день).